# Messor maculifrons
Messor maculifrons är en myrart som beskrevs av Santschi 1927. Messor maculifrons ingår i släktet Messor och familjen myror. Inga underarter finns listade i Catalogue of Life.